# ExpressCard

Vergleich der ExpressCard mit dem Vorgänger

ExpressCard ist ein Computer-Hardware-Standard und der Nachfolger der PC Card. Beide wurden von der Personal Computer Memory Card International Association (PCMCIA) entwickelt. Das Host-Gerät unterstützt PCI-Express- und USB-2.0-Verbindungen über den ExpressCard-Steckplatz, wobei jede Karte die Schnittstelle nutzen kann, die der Entwickler für diesen Zweck für passend hielt. Die Karten sind während des Betriebs austauschbar (Hot-swap/Hot-plug). Der ExpressCard-Standard erfüllt die Definition der ITU-T für einen offenen Standard.

## Formfaktoren
ExpressCard unterstützt zwei verschiedene Bauweisen: ExpressCard/34 (34 mm breit) und ExpressCard/54 (54 mm breit, L-förmig) – der Verbindungsstecker (34 mm) am Host-Gerät ist bei beiden Bauweisen identisch. Standardkarten sind 75 mm lang (10,6 mm kürzer als PC-Cards) und 5 mm dick. Mit Standardlänge 75 mm wird die ExpressCard 5 mm über den Halterrand (z. B. Laptop) hinausragen, wohingegen eine ExpressCard mit 70 mm Länge Oberflächen-bündig bleibt. Die Teile der Karten, die sich außerhalb des Gehäuses befinden, können auch dicker sein und über den Formfaktor hinausragen, etwa für Antennen, Steckverbindungen und anderes.
Karten in ExpressCard/34-Bauweise passen in beide Steckplätze (34 mm und 54 mm), da in den 54-mm-Steckplätzen eine diagonale Führungsschiene angebracht ist, welche die Karte in den Steckplatz führt. 54-mm-Karten passen nur in einen 54-mm-Steckplatz.

## Vergleich zum PC-Card-Standard

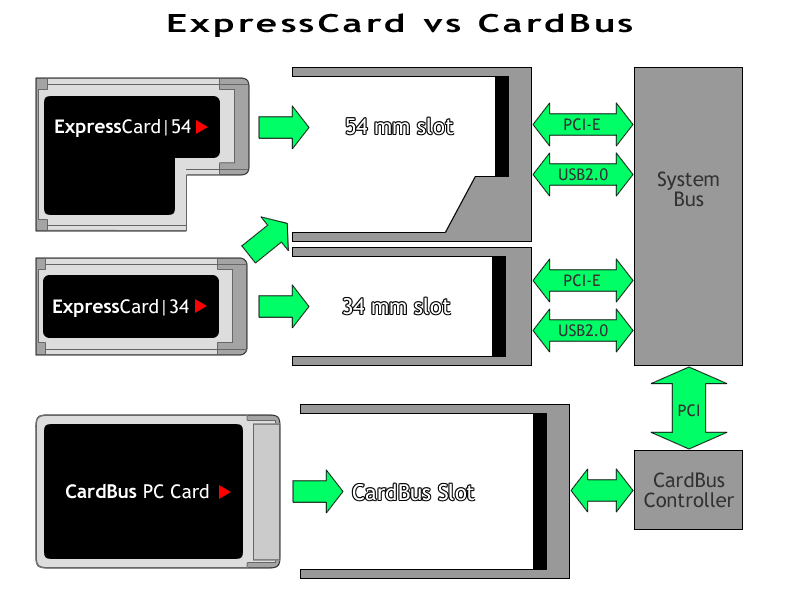
ExpressCard- und CardBus-Schnittstellen

Der größte Vorteil der ExpressCard gegenüber der Vorgängertechnologie PCMCIA-PC Card, ist eine erhebliche Steigerung der Bandbreite durch die direkte Verbindung der ExpressCard mit dem Systembus über die PCI-Express-x1-Verbindung sowie USB-2.0. PC-Card nutzte an dieser Stelle nur eine PCI-Verbindung über einen gesonderten CardBus-Controller.
Eine ExpressCard erreicht maximal einen Datendurchsatz von 2,5 Gbit/s (250 MByte/s mit 8b10b-Code, entspricht einer Lane) über PCI-Express oder 480 Mbit/s über USB 2.0 gegenüber 1066 Mbit/s, die sich die PC-Card mit dem restlichen System teilt. Der ExpressCard-Steckplatz stellt grundsätzlich beide Verbindungsarten bereit, die Karten verwenden aber in der Regel nur eine von beiden.
Außerdem nutzt die ExpressCard eine niedrigere Versorgungsspannung und kann damit eine geringere Energieaufnahme als PC-Cards erreichen (1,5 V und 3,3 V gegenüber 3,3 V und 5 V). Dadurch erwärmt sich die Karte nicht so stark und belastet den Akkumulator weniger. Der kleinere Formfaktor und die geringere Wärmeentwicklung erlauben ein kompakteres, stabileres Design, verglichen mit den Blechdeckeln der PC-Card. Auch dies kommt dem Mobileinsatz zugute.
Die ExpressCard-FAQ macht auch noch andere Vorteile geltend, wie geringere Kosten, bessere Skalierbarkeit und eine bessere Integration in die bestehende Technik auf dem Mainboard. Außerdem wurde vorausgesagt, dass die ExpressCard auch bei Desktop-Computern eine Verwendung findet, um sogenannte Sealed-Box-Upgrades (Aufrüstung eines Systems ohne das Gehäuse zu öffnen) zu ermöglichen, was vor allem für kleinere Desktop-Computer einfache und sichere Aufrüstung ermöglichen sollte, dies ist nicht geschehen, stattdessen ist die ExpressCard wohl vor Jahren ausgestorben.
Die ExpressCard ist nicht abwärtskompatibel zu CardBus-Geräten, wodurch die Weiterverwendung vorhandener Hardware nicht möglich ist. Es gibt allerdings Adapter (siehe CardBus) sowie Notebooks, die sowohl ExpressCard als auch PC-Card verwenden.
Die PCMCIA brachte 2009 die ExpressCard 2.0 Spezifikation heraus, welche die ExpressCard um USB 3.0 erweiterte und optional PCI 2.0 unterstützen sollte. Kurze Zeit später löste sich die PCMCIA auf. Die ExpressCard-Spezifikation wurde dann vom USB Implementers Forum gepflegt.

## Verfügbarkeit
Hewlett-Packard lieferte ab November 2004 die ersten PC-Systeme mit ExpressCard aus und Lenovo integrierte den Steckplatz das erste Mal in das ThinkPad T43 im Mai 2005. Seit Januar 2006 war im Apple MacBook Pro erstmals ein ExpressCard 34-Slot enthalten, jedoch seit Mitte 2009 nur noch im 17"-Modell.  Im 13"- bzw. 15"-Modell wurde dieser durch einen SD-Cardreader ersetzt. Damals waren in vielen Notebooks bereits ExpressCard-Steckplätze zu finden, jedoch verzichteten viele Hersteller, vor allem in günstigeren Consumergeräten und aus Platzmangel in vielen kleinen Subnotebooks, darauf und auch in Netbooks waren ExpressCard Steckplätze nur recht selten anzutreffen.
Auf der CeBIT wurden 2005 das erste Mal in großer Zahl ExpressCards präsentiert.

## Anwendung

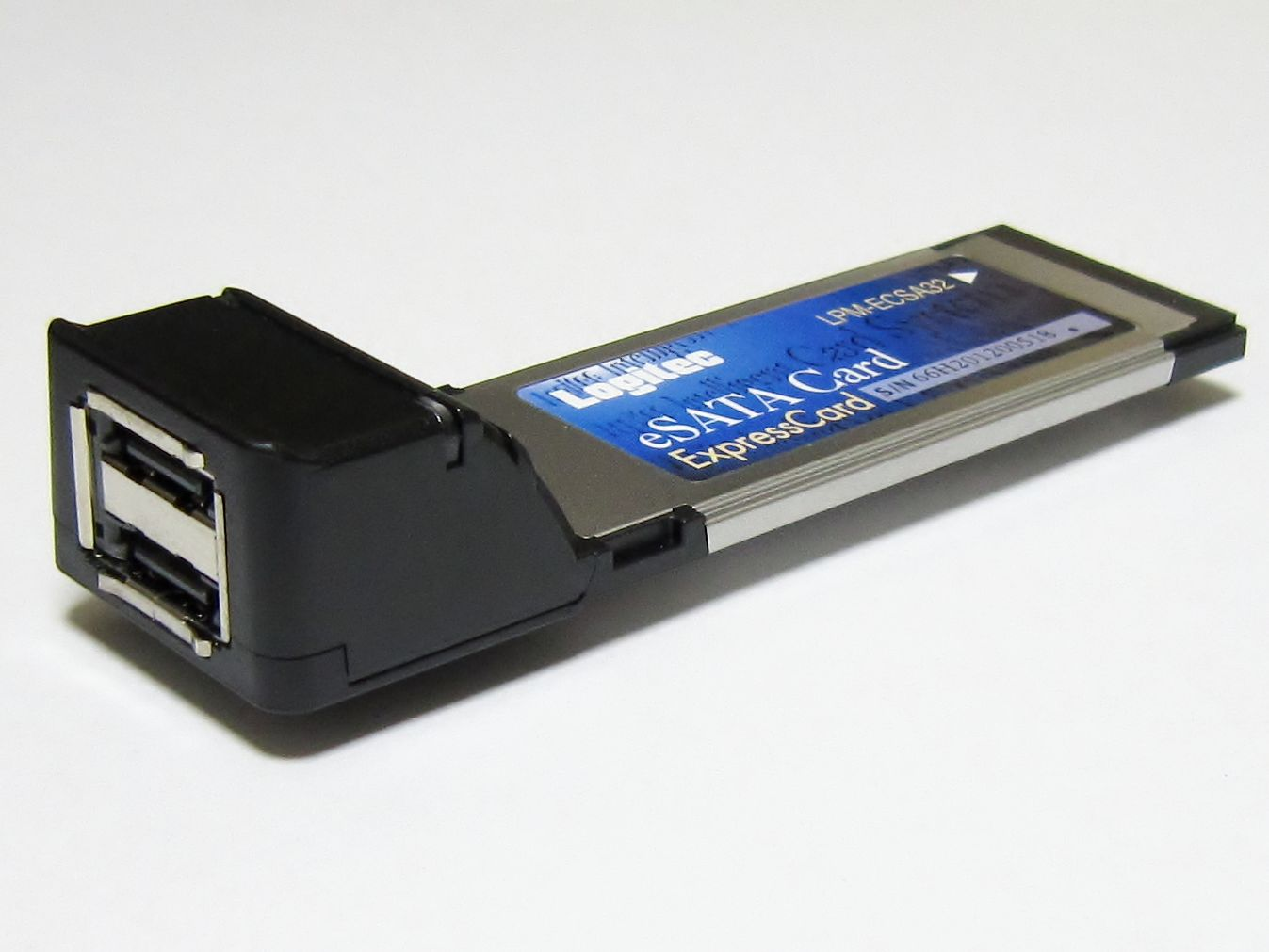
ExpressCard 34 mit zweimal eSATA

Die ExpressCard kann ebenso wie die PC-Card für Netzwerkadapter, Soundkarten, Messkarten, SATA-, USB- und FireWire-Adapter usw. eingesetzt werden. Immer häufiger sind außerdem ExpressCards für HSDPA-Internet auf dem Markt zu finden. Die höhere Bandbreite bietet allerdings auch die Möglichkeit für völlig neue Verwendungen des Steckplatzes.
Im November 2006 kündigte Belkin die erste ExpressCard-Dockingstation an, welche die PCI-Express-Verbindung verwendete, um Bildschirmauflösungen bis 1600 × 1200 Pixel zu ermöglichen und über die USB-Verbindung weitere USB-Steckplätze, Audio-Schnittstellen und eine Netzwerkanbindung anbot.
Auch boten verschiedene Hersteller externe Grafiklösungen für Notebooks zum Nachrüsten einer 3D-Grafikkarte an. Eine weitere Lösung, PCI-Express-Karten per ExpressCard anzuschließen, wurde von der kalifornischen Firma Magma hergestellt. Dieses Interface stellte bei einem Preis von über 800 Dollar Ende 2012 allerdings eine relativ teure Lösung dar.

## Sicherheitsaspekte
Wie auch bei ähnlichen Schnittstellen ist über den ExpressCard-Slot ein direkter Zugriff auf den Systembus möglich. Hierdurch können z. B. der Arbeitsspeicher ausgelesen werden und viele Sicherheitstechniken kompromittiert werden (Passwörter, Verschlüsselung etc.). Siehe auch DMA.